# Patsy Cline
Virginia Patterson Hensley(8. rujna 1932. – 5. ožujka 1963.), poznatija pod imenom Patsy Cline bila je američka country pjevačica.Kao dio zvuka country glazbe u Nashvilleu 1960-tih godina, postala je pjevačica popularna na country i pop ljestvicama.Također je utjecala na ravnopravnost ženskih i muških glazbenika.
Rođena je u gradu Winchesteru, država Virginia, od majke Hilde, 16-godišnje krojačice i oca Sama,43-godišnjeg kovača. Imala je brata Samuela i sestru Sylviju.Odrasla je "na krivoj strani pruge".Obitelj se često selila,na kraju se smjestivši u Winchesteru. U trinaestoj godini, završila je u bolnici zbog infekcije grla i reumatske groznice. Kako je sama rekla,"kada sam se oporavila, imala sam glas kao Kate Smith"(tada popularna pjevačica.)
Otac ih je ostavio kada je imala 15 godina, ali usprkos tome obiteljski život bio je vrlo sretan. Virginia je bila vrlo bliska s majkom.Da bi pomogla obitelji, napustila je obrazovanje i radila niz poslova, često kao konobarica.
Divila se tadašnjim zvijezdama kao što su bili Hank Williams,Judy Garland i Shirley Temple.
Sama je krojila odjeću, koju joj je majka šila. Najčešće su to bile oprave iz doba Divljeg zapada.
Promatrajući lokalne zvijezde kako nastupaju na radiju u njenom gradu, konačno je zamolia DJ-a da je pusti nešto otpjevati. On je pristao, i reakcije publike su bile jako pozitivne, tako da je tamo često nastupala.
Imala je savršeni sluh i znala pomalo svirati klavir, ali bila je samouka i nije znala čitati note.
O njenoj popularnosti čuo je Jimmy Dean, tada mlada i uspješna country zvijezda.
Pružio joj je priliku koja se isplatila.Uskoro je potpisala ugovor s Four Star Records, i snimila s njima 51 pjesmu,ali samo jedan istinski hit- Walkin'after midnight.
Kasnije je potpisala za Decca records, i počela snimati pop pjesme,te čak naginjati i rockabillyu.
Nastupala je na raznim priredbama pjevajući drugačije pjesme od countrya, koje joj je propisivao ugovor.
Stekla je status glazbene ikone,kao što su tada imali Jim Reeves, Johnny Cash, i Elvis Presley.(Kojeg je upoznala i dala mu broj telefona, te često nastupala s njegovom pratećom grupom.)
Mnoge današnje pjevačice country glazbe citirale su je kao uzor: Loretta Lynn, Dottie West, Jan Howard,Brenda Lee, i Barbara Mandrell.
Iako je imala menadžere tijekom karijere, u jednom trenutku je preuzela nadzor nad svojim životom,davši jasno do znanja svim muškarcima da im se može suprotstaviti.
Doživjela je tešku prometnu nesreću, koja ju je umalo stajala glave.Provela je mjesec dana u bolnici, zbog iščašenog kuka,slomljenog zapešća, i porezotine na čelu.
To ju je navelo da probudi svoje vjerske osjećaje.
Pred kraj karijere,po nastupu je dobivala i po 1000 dolara. Redajući hitove poput Crazy,She's got Eyes on You i Sweet Dreams,zarađivala je novce koje je kasnije dijelila onima kojima je trebalo.
Njena velikodušnost bila je dobro poznata. Kupila je kuću iz snova u predgrađu Nashvillea.
Loretta se prisjeća:"Odvela me ispred kuće i rekla mi:Nije li lijepa? Neću mirovati dok i mami ne kupim istu.
Udavala se dva puta.Od prvog muža preuzela je prezime, a s drugim je imala dvoje djece, kćer Julie(1958.), i sina Randya(1961.)
Prijatelje oba spola zvala je Hoss, a samu sebe The Cline.
Nakon posljednjeg nastupa,na kojem je zaradila 3.000 dolara,željela je poletjeti kući, ali aerodrom je bio pod maglom. Iako joj je Dottie ponudila da s njom i mužem ode autom u Nashvilee,odbila je rekavši:Ne brini za mene, Hoss.Kada mi dođe vrijeme,došlo je. Avion je pao 140 km od odredišta. Nitko nije preživio.
Pokopana je u rodnom gradu na velikom sprovodu.